# Марк Ріпер
Марк Ріпер (дан. Marc Rieper, нар. 5 червня 1968, Редовре) — данський футболіст, що грав на позиції центрального захисника. Згодом — футбольний тренер, підприємець та член ради директорів футбольного клубу «Орхус».
Виступав, зокрема, за клуби «Орхус» та «Селтік», а також національну збірну Данії, у складі якої був учасником чемпіонату Європи 1996 року і чемпіонату світу 1998 року.
Дворазовий володар Кубка Данії. Чемпіон Шотландії. Володар Кубка шотландської ліги. У складі збірної — володар Кубка Конфедерацій 1995 року. 

## Клубна кар'єра
У дорослому футболі дебютував 1988 року виступами за команду клубу «Орхус», в якій провів чотири сезони, взявши участь у 85 матчах чемпіонату.  Більшість часу, проведеного у складі «Орхуса», був основним гравцем захисту команди.
Своєю грою за цю команду привернув увагу представників тренерського штабу клубу «Брондбю», до складу якого приєднався 1992 року. Відіграв за команду з Брондбю наступні два сезони своєї ігрової кар'єри. Граючи у складі «Брондбю» також здебільшого виходив на поле в основному складі команди.
Наприкінці 1994 року перейшов на умовах оренди до англійського «Вест Гем Юнайтед», який за півроку викупив контракт данського захисника за 1 мільйон фунтів.  Тренерським штабом лондонського клубу також розглядався як гравець «основи».
Влітку 1997 року перейшов до шотландського «Селтіка», у першому ж сезоні в якому допоміг команді перемогти у шотландській першості. Був ключовим захисником «кельтів», проте вже у дебюті наступного сезону, у жовтні 1998 року, отримав важку травму і вибув на невизначений час. Згодом з'ясувалося, що гра, в якій він зазнав травми, була останньою у його професійній ігровій кар'єрі. Залишався на контракті із «Селтіком» до літа 2000 року, коли офіційно оголосив про завершення виступів на футбольному полі.

## Виступи за збірні
Протягом 1988–1989 років залучався до складу молодіжної збірної Данії. На молодіжному рівні зіграв у 4 офіційних матчах.
1990 року дебютував в офіційних матчах у складі національної збірної Данії. 
Не був включений до заявки національної команди для участі у Євро-1992, який завершився перемогою данців. Його першим великим турніром був Кубок конфедерацій 1995 року, в якому збірна Данії брала участь як чинний чемпіон Європи і на якому також здобула перемогу.
На чемпіонаті Європи 1996 року вже був основним гравцем данської збірної, складаючи тандем у центрі її захисту з Єсом Гегом, та взяв участь у всіх трьох іграх своєї команди на груповому етапі — проти збірних Португалії, Туреччинита Хорватії. Утім данці не лише не змогли захистити титул континентальних чемпіонів, але й не змогли подолати групову стадію.
За два роки, у 1998, був учасником тогорічного чемпіонату світу у Франції. Знову складав основну пару центральних захисників з Єсом Гегом і зіграв у всіх п'яти матчах данців на турнірі — проти Саудівської Аравії, збірних ПАР, Франції, Нігерії та Бразилії. Зазнавши поразки від останньої, збірна Данії залишила світову першість на стадії чвертьфіналів. Внесок Ріпера у цей загалом успішний виступ, крім впевненої гри в обороні, включав й гол, забитий ним у ворота Саудівської Аравії у першій грі групового етапу, який виявився єдиним у грі і приніс перемогу скандинавам.
Загалом протягом кар'єри у національній команді, яка тривала 9 років, провів у формі головної команди країни 61 матч, забивши 2 голи.

## Подальше життя
Завершивши виступи на футбольному полі, деякий час пробував себе на тренерський роботі, на початку 2000-х працював асистентом головних тренерів у своїх колишніх командах — «Селтіку» та «Орхусі». Згодом зосередився на підприємництві, ставши власником готелю в Орхусі, а згодом власником інтернет-магазину жіночого одягу. Обирався до ради директорів «Орхуса».

## Титули і досягнення
- Володар Кубка Данії (2):

«Орхус»: 1991-1992
«Брондбю»: 1993-1994
- Володар Суперкубка Данії (1):

«Брондбю»: 1994
- Чемпіон Шотландії (1):

«Селтік»: 1997-1998
- Володар Кубка шотландської ліги (1):

«Селтік»: 1997-1998
- Володар Кубка Конфедерацій (1): 1995